# Tityus icarus
Espèce
Tityus icarus est une espèce de scorpions de la famille des Buthidae.

## Distribution
Cette espèce est endémique du département de Cundinamarca en Colombie. Elle se rencontre vers La Vega.

## Description
La femelle holotype mesure 75,1 mm, la femelle paratype 72,6 mm et le mâle paratype 78,9 mm.

## Systématique et taxinomie
Cette espèce a été décrite par Laborieux en 2024.

## Étymologie
Cette espèce est nommée en référence à Icare.

## Publication originale
- Laborieux, 2024 : « A new species of Tityus Koch, 1836 (Scorpiones: Buthidae), from the Cordillera Oriental (Colombia). » Faunitaxys, vol. 12, no 41, p. 1-9.